# Offen Hetero
Offen Hetero (englischer Originaltitel: Openly Straight) ist ein Jugendroman aus dem Jahr 2013 und das zweite Buch des US-amerikanischen Autors Bill Konigsberg. Die Coming-of-Age-Geschichte dreht sich um den Highschool-Junior Rafe, der seit der achten Klasse offen schwul ist. Als er in Massachusetts auf eine private High School für Jungen wechselt, beschließt er, seine Sexualität vor seinen neuen Klassenkameraden geheim zu halten. Die deutsche Übersetzung von Andreas Diesel erschien im Mai 2014 im Bruno Gmünder Verlag.

## Handlung
Als Rafe in Natick zu einer privaten High School für alle Jungen wechselt, beschließt er, die Tatsache zu verbergen, dass er schwul ist, in der Hoffnung, eine neue Identität als nur Rafe und nicht nur „dieser schwule Junge“ zu finden. In dem Versuch, ein Leben ohne Labels zu führen, wird Rafe sofort von den Sportlern wegen seiner Fußballfähigkeiten vereinnahmt. Rafe genießt es, normal in der Umkleidekabine behandelt zu werden. Rafe findet einen besten Freund und potenziellen festen Freund namens Ben. Aber Ben ist hetero und hat keine Ahnung davon, dass Rafe schwul ist. 

## Auszeichnungen und Nominierungen
Der Roman gewann 2014 den Sid Fleischman Award for Humor und war Finalist für den Amelia Elizabeth Walden Award. 2014 wurde er außerdem in die Liste der besten Belletristik für junge Erwachsene von YALSA aufgenommen; sowie in die American Library Association Rainbow List; die Tayshas List der Texas Library Association (als Top-Ten-Titel); und wurde für den Georgia Peach Award nominiert.

## Nachfolger
Im März 2016 veröffentlichte Konigsberg die Fortsetzung Honestly Ben, in der Ben als Protagonist auftritt. Es erhielt drei ausgezeichnete Rezensionen; von Publishers Weekly, Booklist und School Library Journal. Beide Romane der Reihe wurden in diesem Monat auch als Hörbücher veröffentlicht. Eine deutsche Übersetzung der Fortsetzung ist bisher nicht erschienen.